# Thang máy xe

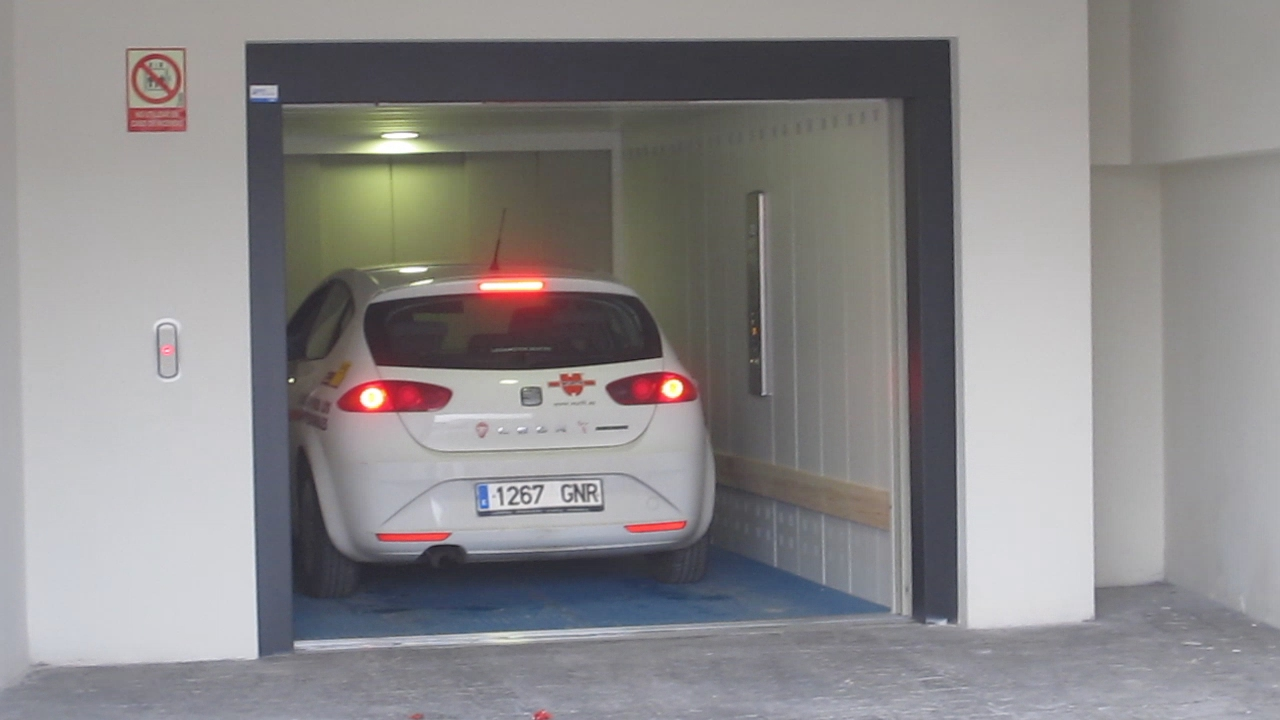
Thang máy ô tô

Thang máy ô tô hoặc thang máy xe là một thang máy được thiết kế để vận chuyển phương tiện theo chiều dọc.

## Sử dụng
Thang máy ô tô được sử dụng để tăng số lượng xe có thể đỗ trong bãi đậu xe và nhà để xe kín; trong đó chi phí mặt bằng là tốn kém, thang máy ô tô có thể giảm chi phí tổng thể vì cần ít đất hơn để đỗ cùng một số lượng xe. Thang máy xe, nâng một chiếc xe ở trọng tâm của nó, được sử dụng trong nhà để xe và cửa hàng sửa chữa và được thiết kế để cho phép tiếp cận vào gầm xe để sửa chữa.

## Các ví dụ
Chính trị gia người Mỹ và cựu ứng cử viên tổng thống, ông Mitt Romney đã nhắc đến một thang máy ô tô trong đề xuất năm 2008 của ông về việc xây dựng lại ngôi nhà bãi biển của ông ở La Jolla, San Diego. Thang máy được dự định để vận chuyển ô tô giữa các tầng trong một nhà để xe bốn tầng được phân chia theo kế hoạch. Romney đã nhận được phê duyệt cuối cùng cho dự án vào tháng 10 năm 2013, sau khi đơn kháng cáo của San Diego phê duyệt dự án đã bị bác bỏ.
Tháp thiết kế Porsche, một tòa nhà dân cư cao tầng với 132 căn hộ ở Bãi biển Sunny Isles, Florida, có ba thang máy ô tô. Thang máy, được đặt tên là "Dezervators" sau khi xây dựng nhà phát triển Gil Dezer, vận chuyển ô tô đến chỗ đỗ xe được kết nối trực tiếp với từng căn hộ. Thang máy nằm trong các cấu trúc kính tròn và có thể xoay để phù hợp với không gian đỗ xe chính xác, cho phép cư dân rời trực tiếp từ ô tô đến căn hộ của họ. Tòa nhà khai trương vào năm 2017.
The Boring Company, một công ty thuộc sở hữu của doanh nhân Elon Musk, đã xây dựng một thang máy xe nguyên mẫu vào năm 2017. Năm 2018, công ty đã nhận được sự cho phép của hội đồng thành phố Hawthorne, California để xây dựng một thang máy ô tô được thiết kế để kết nối một nhà để xe trên mặt đất với Đường hầm thử nghiệm, một đường hầm thử nghiệm dưới lòng đất. Công ty Boring dự định sử dụng đường hầm thử nghiệm và thang máy để nghiên cứu và phát triển hệ thống Hyperloop ngầm được đề xuất được thiết kế để giải quyết tắc nghẽn giao thông ở Los Angeles.